# Ville Ranta
Ville Matias Ranta, född 1978 i Uleåborg, är en finländsk serieskapare. Han har läst litteraturvetenskap vid Helsingfors universitet. 2009 mottog han Kalle Träskalle-hatten från Finlands serieförening. Han är känd för sina skissartade teckningar och eftertänksamma karaktärer. Han har medverkat i tidskrifter, tidningar, komiska antologier, konstverk, serier och serieromaner. Han har influerats av Enki Bilal, Elias Lönnrot, Hugo Pratt, Kalle Anka & C:o, Ben Katchor, Joann Sfar, Jacques Tardi och Lewis Trondheim.
Hans serier har ibland fokuserat på kontroversiella och utmanande ämnen. Hans serie Muhammed, rädslan och yttrandefriheten (tidningen Kaltio 2006), som var en reaktion mot kontroversen om Muhammedbilderna i Jyllands-Posten, resulterade i att redaktören Jussi Vilkuna avskedades.

## Utvald bibliografi av verk på svenska
- Kajana: en serieroman, 2011 (Kajaani, 2008)
- Scener från paradiset, 2011 (Paratiisisarja, 2010)

## Utmärkelser
- Nationalförtjänstorden (Frankrike, 2017)[5]